# Hobelar

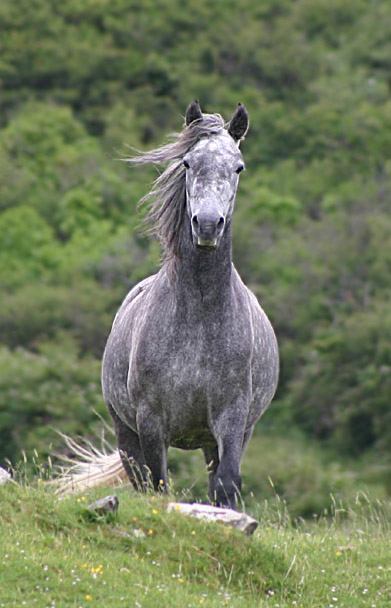
Un pony Connemara, discendente dell'antico Irish Hobby.

Gli hobelar erano un tipo di cavalleria leggera, o fanteria a cavallo, usata nell'Europa occidentale durante il Medioevo per le schermaglie. Ebbero origine in Irlanda del XIII secolo e generalmente cavalcavano una razza equina leggera ed agile oggi scomparsa nota come Irish Hobby.

## Origini
Secondo James Lydon, «Non ci possono essere dubbi sul fatto che l'hobelar come tipo di soldato abbia avuto origine in Irlanda [...] tra il cavaliere completamente corazzato sull'equus coopertus [cavallo bardato] e l'arciere leggermente corazzato sull'equus discoopertus c'era uno stadio intermedio. Questo passaggio intermedio [...] è stato fornito dall'hobelar.» Afferma inoltre che gli hobelar:
(Lydon 1954)
Più recentemente, tale interpretazione è stata contestata da Robert Jones che ritiene che l'antenato dell'hobelar sia 00un cavaliere di seconda classe chiamato muntator. Questi soldati provenivano dagli eserciti anglo-gallesi che invasero l'Irlanda nel XII secolo. Jones afferma, tuttavia, che lo hobelar si sia discostato dal muntator anglo-gallese durante il XIII secolo, alleggerendo il suo equipaggiamento, forse per ragioni economiche. Lo hobelar può quindi essere inteso come una risposta alle condizioni militari in Irlanda, piuttosto che altrove.

## Impiego
Gli hobelar furono usati con successo da entrambe le parti durante le guerre d'indipendenza scozzesi. Robert Bruce impiegò gli hobelar per la sua guerriglia e le incursioni a cavallo, coprendo 60 fino a 70 miglia (100 fino a 110 km) al giorno. In Irlanda e Gran Bretagna (e oltre), erano ben noti e molto apprezzati. Edoardo I fu molto colpito dalle capacità degli hobelar irlandesi, e, dopo aver bloccato le esportazioni di pony dall'Irlanda alla Scozia, si procurò 6 hobelar dai Decies per uso personale.
Il primo riferimento agli hobelar data al 1296 in Irlanda, quando 260 di loro accompagnarono un contingente di truppe irlandesi in Scozia sotto John Wogan, come parte dell'esercito di Edoardo I. Riferimenti ad hobelar inglesi compaiono solo dopo il. 1300. Edoardo I ne radunò 14 a Carlisle nel giugno 1301 e l'anno successivo ne fece includere 390 in una forza irlandese di 2 400 effettivi. Nel 1303 arrivarono a un totale di 499 su 3 400 effettivi, tutti indicativi del loro valore come cavalleria leggera.
È chiaro dalla loro rapida adozione negli eserciti inglesi operanti in Scozia che gli hobelar soddisfacevano un'esigenza tattica percepita e, nei primi anni del XIV secolo, si trovavano in tutte le principali guarnigioni di confine. Questi hobelar erano ormai più inglesi che irlandesi. Degli 845 hobelar all'assedio di Berwick nel 1319, 500 provenivano dal Cumberland e Westmorland, 36 da Barnard Castle, 24 da Norham e 45 da Tynedale. 376 inglesi, 10 gallesi e 139 hobelar irlandesi furono radunati a Newcastle upon Tyne nel 1322. L'hobelar divenne una caratteristica standard nelle forze inglesi in tutto il paese negli anni 1320 e 1330. I registri del raduno per il 1326 mostrano che gli hobelar venivano reclutati nel Norfolk, nel Suffolk e nel Oxfordshire.
Negli anni 1330, tuttavia, si inizia a registrare un nuovo tipo di fante a cavallo; l'arciere a cavallo. Nel quindicennio 1335-1350, l'arciere a cavallo superò gradualmente l'hobelar come ausiliario a cavallo predominante, soprattutto per il servizio all'estero: es. delle truppe convocate per l'assedio di Calais nel 1346-1347, 600 erano hobelar contro 5 000 arcieri a cavallo. Allo stesso tempo, tuttavia, si cristallizzò il posto del hobelar nella struttura dell'obbligo militare inglese. Lo stemma di un hobelar fu definito formalmente per la prima volta nel 1335. Nel 1346 fu definito che un uomo con 10 sterline di beni doveva essere armato come hobelar.
Lo hobelar rimase un costituente nominato delle forze locali per il resto del XIV secolo ma fu menzionato meno comunemente nel XV secolo. L'ultimo riferimento agli hobelar sembra essere una commissione di schieramento nel Norfolk e nel Suffolk nel 1485.

## Equipaggiamento
Non esiste una descrizione sopravvissuta dell'equipaggiamento dello hobelar irlandese, ma esso potrebbe essere stato equipaggiato secondo lo stile della cavalleria irlandese nativa del periodo che indossava gambesone, usbergo e bacinetto e brandiva la spada d'armi, la daga scians e lancia da cavalleria. Il pony stesso non era armato e veniva cavalcato in stile irlandese, cioè senza sella, senza briglie, senza staffe. Nella descrizione del 1335 sopra menzionata, l'equipaggiamento degli hobelar inglesi è elencato come: cavallo, gambesone, bacinetto e cotta a placche (tp. brigantina), gorgiera, guanti di ferro, spada, coltello e lancia.

## Cavalli
Il cavallo irlandese nativo, l'Irish Hobby, rappresentato oggi dal pony Connemara,  era un cavallo che misurava da dodici a quattordici mani di altezza. Il loro nome deriva da "hobin", parola di lingua francese che si pensa derivi dal termine gaelico "obann", it. "veloce". Sebbene piccolo, l'hobby non era necessariamente un cavallo di scarsa qualità. Il valore medio di 11 hobby utilizzati nel 1336 in Scozia era di 6,8 £, leggermente inferiore alla media per altri cavalli da guerra, ma due hobby erano valutati a 10 £. Un altro perso durante la campagna del 1338 nelle Fiandre fu valutato 20 marchi (13,6 £ s.8d).